# Čelovek na svoёm meste
Čelovek na svoёm meste (Человек на своём месте) è un film del 1972 diretto da Aleksej Nikolaevič Sacharov.

## Trama
Semёn Bobrov va a lavorare nello stabilimento e vi lavora per tre anni, dopodiché ritorna nel suo villaggio natale, dove offre la sua candidatura alla carica di presidente della fattoria collettiva.